# Bernardo Fernandes da Silva
Bernardo Fernandes da Silva (født 20. april 1965) er en tidligere brasiliansk fodboldspiller.

## Brasiliens fodboldlandshold
| Brasiliens landshold | Brasiliens landshold | Brasiliens landshold |
| År                   | Kmp                  | Mål                  |
| -------------------- | -------------------- | -------------------- |
| 1989                 | 5                    | 0                    |
| Total                | 5                    | 0                    |